# Walter Schmadel
Heinrich Erwin Walter Schmadel (* 16. November 1902 in Kirchheimbolanden; † 1944) war ein deutscher Journalist.

## Leben
Als Sohn eines Vorbereitungslehrers geboren, studierte Schmadel Rechtswissenschaften an der Ludwig-Maximilians-Universität München und gehörte als Beisitzer dem Allgemeinen Studenten-Ausschuß der Universität an. Er trat der NS-Freiheitspartei bei und nahm am 9. November 1923 am Marsch auf die Feldherrnhalle teil. Er wurde 1923 Mitglied der Burschenschaft Danubia München und war von 1927 bis 1929 Vorsitzender der Deutschen Studentenschaft (DSt). Der großdeutsch ausgerichtete Verband spitzte unter der Leitung des Nationalsozialisten Schmadel seine Aktivitäten gegen das geltende Staatsbürgerschaftsprinzip zu. Universitär regte Schmadel an, Vertreter des Nationalsozialistischen Deutschen Studentenbundes in Korporationslisten aufzunehmen.
Nach dem Studium war er 1933 als Mitarbeiter von Hans Sikorski für das vom Deutschen Studentenwerk herausgegebene Buch Wohin, ein Ratgeber zur Berufswahl der Abiturienten tätig. 1935 begann Schmadel ein Volontariat beim Berliner Tageblatt. Später war er Chefredakteur verschiedener Zeitungen. 1941 trat er der NSDAP bei (Mitgliedsnummer 8.886.538). 1944 fiel Schmadel als Soldat in der Nähe von Stalingrad.
Zu Walther Schmadels Ehren wurde 1999 der 1982 von Ljudmila Georgijewna Karatschkina entdeckte Asteroid (8811) Waltherschmadel benannt. Sein Sohn war der Astronom Lutz D. Schmadel (* 1942; † 2016).